# Колесса, Александр Михайлович
Александр Михайлович Колесса (укр. Олександр Михайлович Колесса; 12 апреля 1867, с. Ходовичи Австро-Венгрия (ныне Стрыйского района Львовской области Украины) — 23 мая 1945, Прага) — украинский общественно-политический деятель, филолог, литературовед, языковед.

## Биография
Брат композитора, академика АН УССР Филарета Колессы и фольклориста и этнографа Ивана Колессы.
Доцент (с 1895) и профессор (1898—1918) университета Яна Казимира во Львове.
С 1899 года — активный деятель Научного Общества им. Т. Шевченко. Член Украинской народно-демократической партии. Автор слов песен «Шалійте, шалійте, скажені кати» (1889, в русском переводе известна как «Беснуйтесь, тираны»), «Грають труби над Дністром!» (до 1916).
В 1907—1918 годах был членом парламента Австро-Венгрии. Один из организаторов и заместитель председателя Общей Украинской Рады в Вене.
Фактический председатель Общеукраинской культурной рады.
В 1921 году — руководитель дипломатической миссии ЗУНР в Риме. С 1921 до конца жизни находился в эмиграции в Праге.
В 1923—1939 годы — преподаватель Карлова университета в Праге. Один из организаторов, профессор и неоднократный ректор (1921—1922, 1925—1928, 1935—1937, 1943—1944) Украинского свободного университета в Праге.
Действительный член Научного Общества им. Т. Шевченко (с 1899) и Славянского института в Праге.
Дочь — пианистка Любовь Колесса.

## Научная деятельность
А. Колесса — исследователь памятников древнерусской письменности («Южноволынское Городище и городищенские рукописные памятники 12-16 вв.»), фольклора («Основные направления и методы в исследовании украинского фольклора»), изучал историю украинского языка («Взгляды на историю украинского языка»), проблемы украинского литературоведения («Взгляд на современное состояние истории исследования украинской литературы») и новой украинской литературы (творчество Т. Шевченко, М. Шашкевича, Ю. Федьковича).

## Избранная библиография

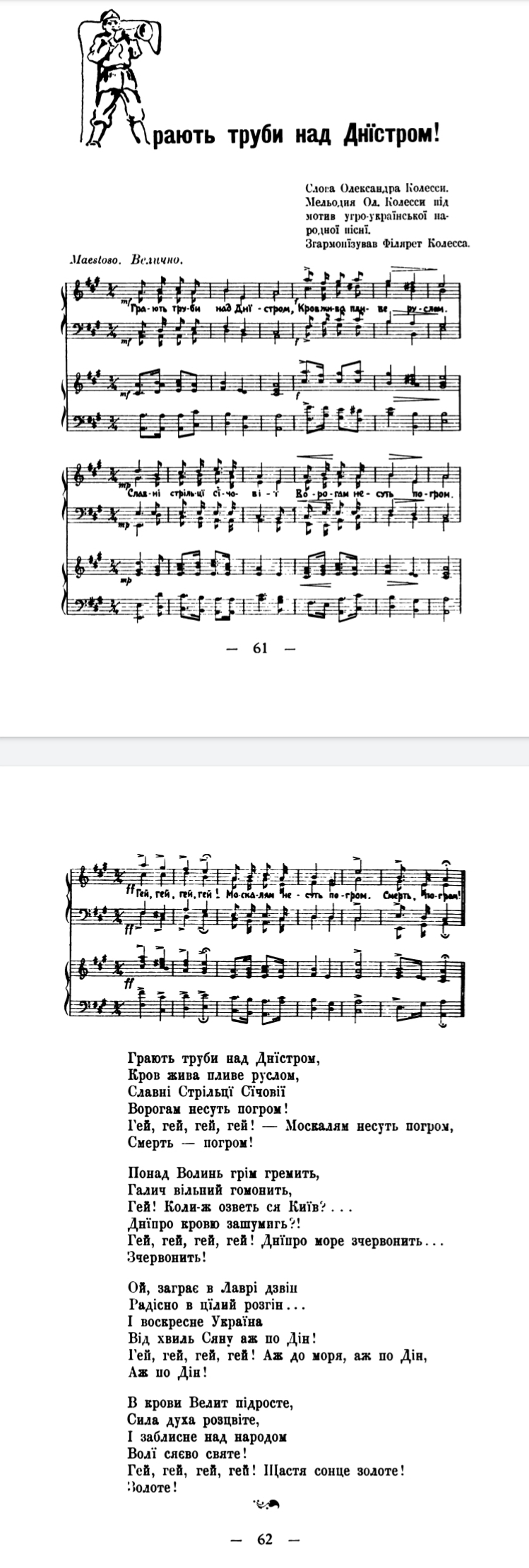
Слова и ноты песни «Грають труби над Дністром!» Александра Колессы из венского издания 1916 года.

- Південноволинське Городище і городиські рукописні пам’ятки 12-16 ст. (1923-25),
- Століття українсько-руської літератури (1898),
- Шевченко і Міцкевич (1894),
- Українські народні пісні в поезіях Богдана Залеського (1892),
- Українська народна ритміка в поезіях Богдана Залеського (1900),
- Головні напрями й методи в розслідах українського фольклору (1927),
- Погляди на історію української мови (1924),
- Погляд на сучасний стан історії розслідів української літератури (1901) и др.

Автор песен «Шалійте, шалійте, скажені кати» (1889), «Грають труби над Дністром!» (до 1916).
Автор книги «Люнарно-астральний мітологічний сюжет у старинній українській колядці. Боротьба гордого молодця з чорним туром» (1930).